# Миф о Джебраилове

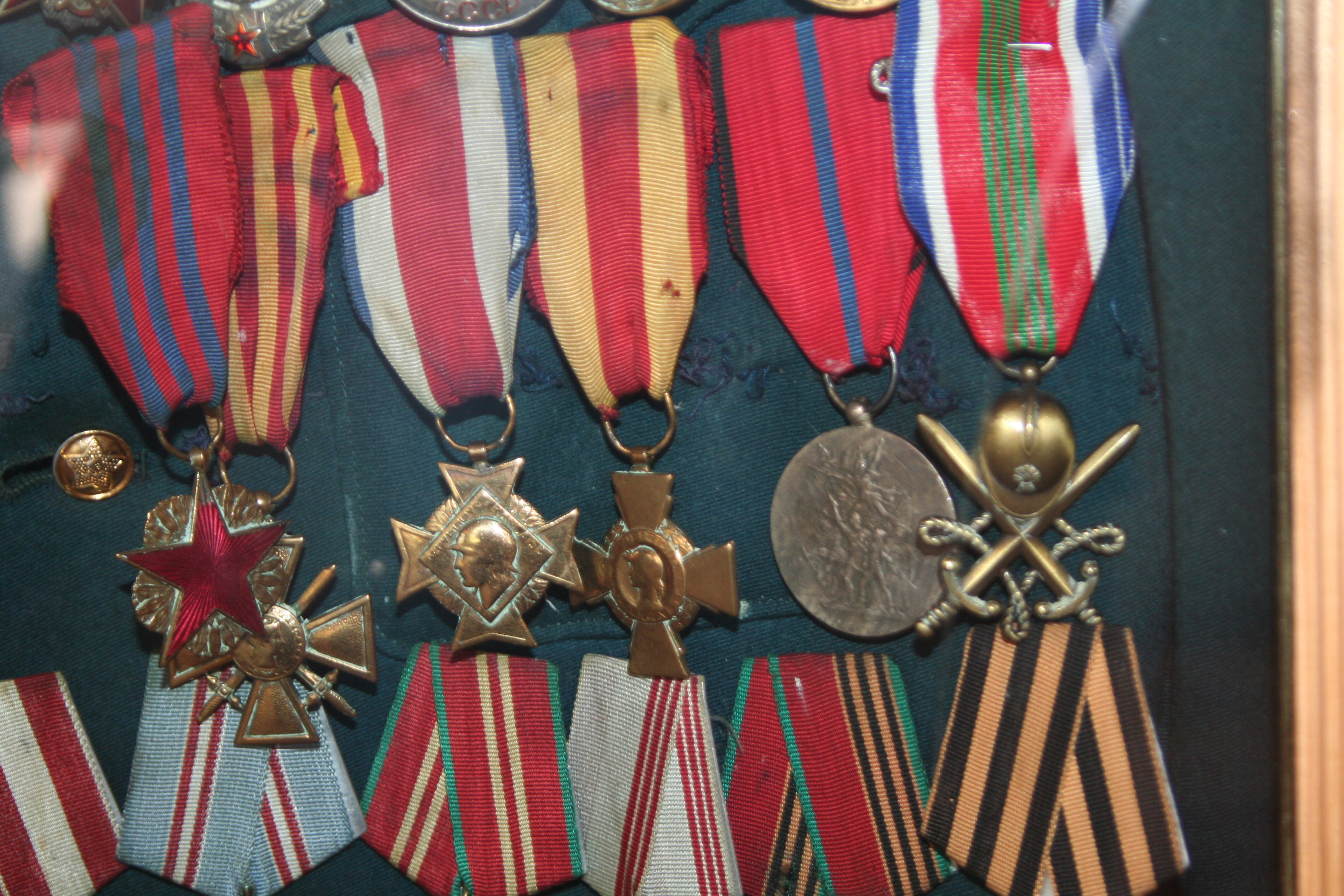
Французские медали на форме Джебраилова

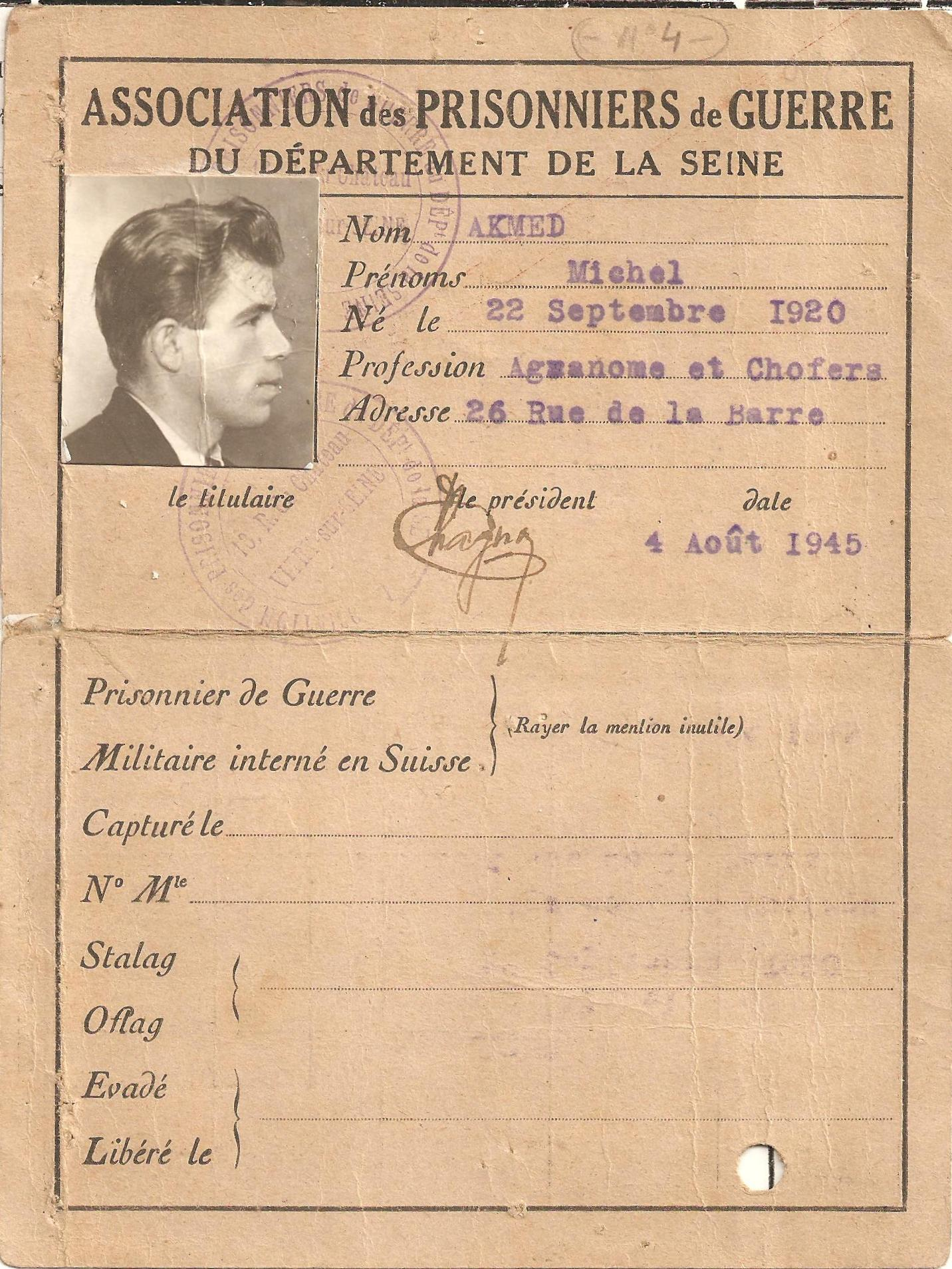
Предполагаемое французское удостоверение Ассоциации военнопленных департамента Сены, выданное для Akmed Michel из музей в Шеки. В графе о профессии написано «Agranome et Chofers» вместо французского «Agronome et Chauffeur»

Ахмедия́ Микаи́л оглы́ Джебраи́лов (азерб. Əhmədiyyə Mikayıl oğlu Cəbrayılov; 22 сентября 1920, Охуд, Нухинский район — 11 октября 1994, Шеки) — советский военнослужащий азербайджанского происхождения, участник французского Сопротивления.
В 1960-х годах являлся объектом фальсификации истории со стороны советских властей. Ему был посвящён ряд газетных публикаций, упоминаний в исторических трудах по Второй мировой войне, открыт дом-музей в городе Шеки, приписывающие ему различные громкие подвиги, высшие государственные награды Франции и личную дружбу с Шарлем де Голлем, при этом сведения из различных источников кардинально противоречат друг другу и не находят подтверждения в архивах, а в ряде случаев откровенно сфальсифицированы. В связи с этим исходная статья о нём в русском разделе Википедии была удалена в 2015 году по результатам проведённого википедистами расследования.

## Версии биографии Джебраилова
Разные версии биографии Джебраилова описаны в многочисленных книгах и статьях («Азербайджан в Великой Отечественной войне» Гараша Мадатова, «Вечно живые традиции» Макеева Н. Я., «Против общего врага» (автобиография), журнал «Советское военное обозрение» за 1975 г. статья Б. Карпова, статья Гараша Мадатова в газете «Неделя» за 1960 год, «Советские люди в европейском Сопротивлении» Михаила Семияги), про него сняты документальные фильмы, ему посвящён музей.
В 1960 году советская газета «Неделя» опубликовала следующую версию биографии Джебраилова, написанную советским журналистом Николаем Паниевым и азербайджанским историком Гарашем Мадатовым:

Джабраилов попал в плен к немцам, будучи раненым, и оказался в немецком лагере. После нескольких неудачных попыток ему удалось сбежать. В августе 1944 года французское Сопротивление поручило ему организовать массовый побег из лагеря в городе Родез, где содержались тысячи азербайджанцев. Однако 15 августа план был раскрыт из-за предательства. Немцы арестовали заговорщиков и повезли их на расстрел, но часть из них, включая Джабраилова, сумела бежать. Позже они присоединились к советскому партизанскому полку, сформировали оперативное подразделение и вместе с французскими патриотами освободили Родез от оккупации. За вклад в движение Сопротивления Джабраилов был удостоен семи французских медалей.
Тот же Гараш Мадатов в книге «Азербайджан в Великой Отечественной войне» приводит такую биографию Джабраилова:

Джабраилов участвовал во французском Сопротивлении с момента его зарождения, активно сражался против нацистов и участвовал в освобождении Парижа. За свои заслуги он был награждён высшим орденом Франции. 20 августа 1944 года от имени советских солдат он выступил на митинге в освобожденном Париже.
В газете «Бакинский рабочий» за 1966 год в серии статей биография Джебраилова описывается следующим образом:

Джабраилов был взят в заложники в районе Харькова и Изюма, после чего несколько раз пытался бежать. Его поместили в лагерь под Львовом, где он получил номер 4167, а затем транзитом через Германию был доставлен во Францию. В лагере Тулузы, где он числился под тем же номером, его пожалела уборщица Жанна, инсценировавшая смерть Джебраилова и уговорившая коменданта лагеря похоронить его по-христиански. Немецкий врач заметил признаки жизни, но разрешил захоронение, полагая что Джебраилов умрет в захороненном гробу. Французские партизаны ночью откопали гроб и спасли Джабраилова.
Жанна связала его с отрядом капитана Гастона Дельпланка (псевдоним Дюма), действовавшего в кантоне Тарн и Гарона. В составе отряда Джабраилов участвовал в диверсиях: взрывал поезда и мосты, срывал отправку французов в трудовые лагеря. Во время одной операции, переодетый в немецкую форму, он был ранен и попал в немецкий госпиталь, откуда позже сбежал. При освобождении Бордо 28 августа 1944 года он возглавил группу, которая проникла в центр города через канализацию и вызвала панику среди немцев. После освобождения города он с отрядом отправился в Париж, где встретился с лидером Коммунистической партии Франции Морисом Торезом.

В Париже на митинге Джабраилов выступил перед французами и был награждён Морисом Торезом высшими наградами Франции: «Военным крестом», Медалью за добровольную военную службу и «Военной медалью», дававшей право маршировать впереди французских генералов. После капитуляции Германии Джабраилов остался в Париже, но затем вернулся на родину в Азербайджан.
Согласно статье азербайджанского историка Х. Мехтиева, Джебраилов воевал во Франции в составе «первой советской партизанской дивизии». С его участием дивизия освободила Париж. Всего Джебраилов был награждён 8 высшими орденами и медалями Франции.

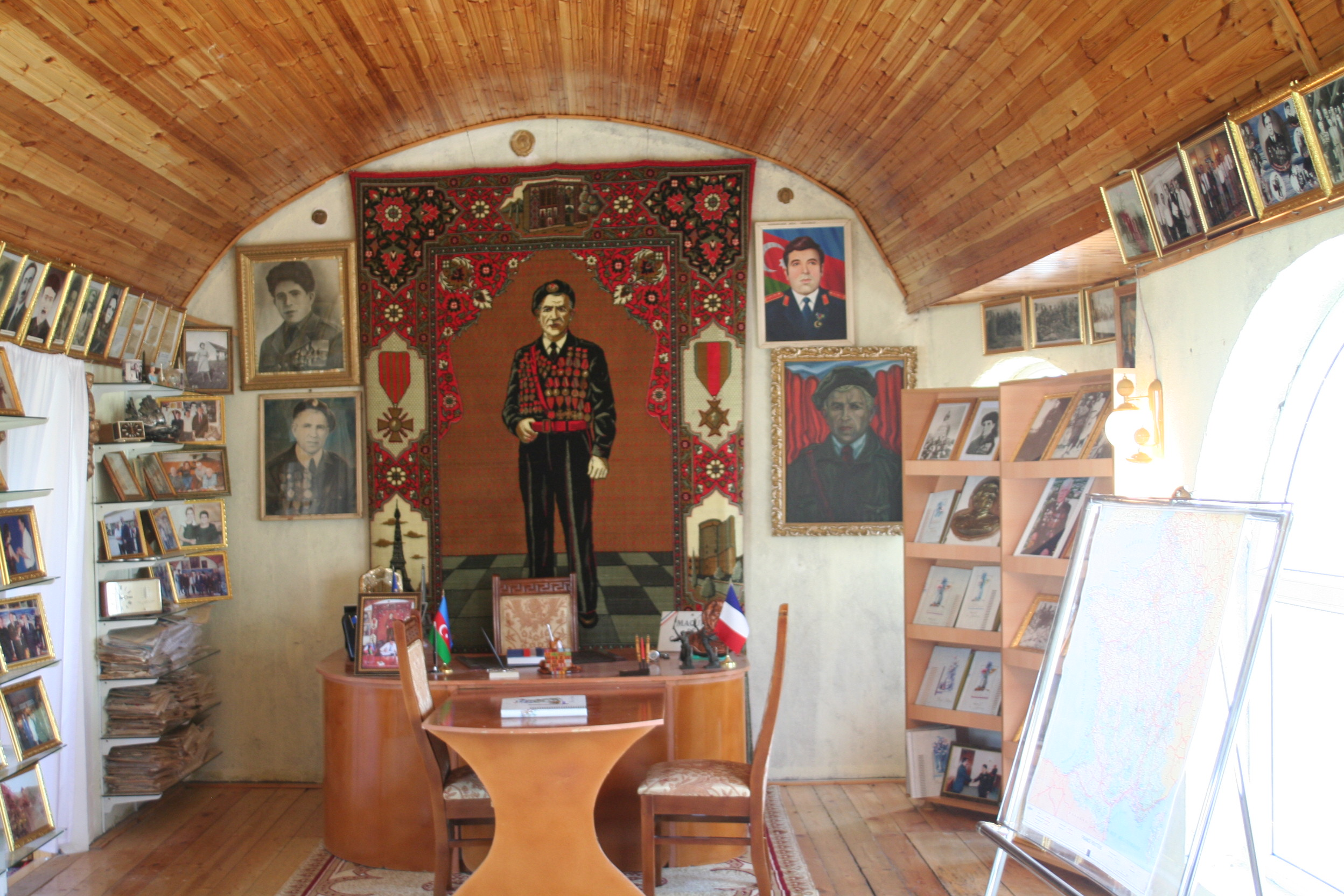
Дом-музей А. Джебраилова в Шеки

Военный историк Михаил Семиряга в книге «Советские люди в европейском Сопротивлении» (1970) описывает биографию Джебраилова следующим образом:
Во время тяжелых боев в районе Харьков — Барвенково Изюм он со своей частью попал в окружение и, раненый, был взят в плен. При попытке к бегству его поймали и отправили на тяжелые работы в Эльзас. Здесь он снова пытался бежать, но безуспешно, и, наконец, Джебраилов оказался в лагере военнопленных во французском городе Тулуза. С помощью французской патриотки ему удалось бежать из лагеря, и некоторое время он жил нелегально в Тулузе. Затем Джебраилов вступил во французский партизанский отряд, которым командовал капитан Дельпланг. В отряде советского партизана звали Армед Мишель. Переодетый в немецкую форму, Джебраилов участвовал во многих диверсионных актах на железнодорожной линии Тулуза — Бордо. Вместе с французскими партизанами он принимал участие в освобождении женщин и подростков, которых гитлеровцы пытались вывезти в Германию. Во время одной из операций Джебраилов, одетый в форму немецкого фельдфебеля, был контужен, и фашисты, приняв его за своего, увезли в госпиталь. Очнувшись, Джебраилов в одном белье убежал в отряд. И снова начались бои.
Как-то отряд Дельпланга получил задание выйти в район Бордо. По пути, выполняя приказ командира, группа партизан во главе с Джебраиловым уничтожила несколько вражеских танков. Город Бордо немцы превратили в сильный узел обороны. Но партизаны их перехитрили. Местный партизан провел группу Джебраилова по заброшенным канализационным трубам в центр города, и смельчаки ударили по гитлеровцам с тыла. К середине дня весь город был освобожден французскими и советскими партизанами.
В книге «Против общего врага» (1972) сам Джебраилов следующим образом описывает свою биографию:

В сентябре 1942 года Джабраилов был схвачен и отправлен в лагерь в городе Монтобан. Французская уборщица Жанна, пожалев полуживого Джабраилова, уговорила коменданта похоронить его за пределами лагеря, но вместо Джабраилова был похоронен пустой гроб, а сам он спрятался в стоге сена. Осенью 1942 года он примкнул к отряду капитана Дельпланка в регионе Тарн и Гаронна, где участвовал в диверсиях: подрывал мосты, поезда и проводил смелые операции, которые принесли ему известность по всей Франции.
Во время одной из операций Джабраилов, раненый и переодетый в немецкую форму, оказался в немецком госпитале, но вскоре сбежал. В августе 1944 года он участвовал в освобождении Парижа, где был снова ранен. После лечения в санатории он присоединился к отряду Дельпланка и участвовал в освобождении Бордо 28 августа 1944 года, пробравшись через канализацию в центр города и нанеся удары по немцам.

В сентябре 1944 года Джабраилов участвовал в освобождении Дижона, где взорвал склады боеприпасов и горючего, помогая штурму города. Позже он сражался под Кольмаром и Страсбургом. По возвращении в Париж он встретился с Морисом Торезом и был награждён пятью медалями: «Военный крест», «Крест за храбрость», «За ранения», «Партизанскую медаль» и «За личную храбрость в бою».
Согласно данным капитана Б. Карпова, в 1942 году Джебраилов был заключён в лагерь близ Монтобана под номером 4167. Француженка Жанна спасла его, подменив его тело пустым гробом. После побега Джабраилов присоединился к французским партизанам и участвовал в ряде опасных операций. С отрядом «Маки» он участвовал в освобождении Тулона, где, пробравшись через канализацию, нанёс удары в тыл врагу. Джебраилов также принимал участие в освобождении Лиона, Марселя, Тулузы и Парижа. В 1945 году лидер французских коммунистов Морис Торез пригласил его к себе домой и наградил от имени правительства Франции орденами и медалями за героизм.
Французская газета «Sud Ouest», описывая посещение Джебраиловым Франции в 1975 году, представляет его как партизана, спасённого из тюрьмы в Монтобане. Позже с «Маки» региона ему пришлось участвовать в освобождении Монтобана, Тулузы и Родеза.
Согласно Азербайджанской советской энциклопедии, Джебраилов был взят в плен в мае 1942 года в ходе битвы за Донбасс, затем содержался в концентрационных лагерях Дахау и Эльзас-Лотарингии. В ноябре 1942 года он бежал к партизанам во Францию и принимал участие в боях за освобождение Франции, получил несколько французских наград, в том числе «Воинскую медаль» за личную храбрость. В 1946 году Джебраилов был уволен в отставку, после чего работал в колхозе им. Н. Нариманова в Шекинском районе.
Азербайджанская журналистка и автор книги «Азербайджанцы в европейском движении сопротивления» Ругия Алиева в газете «Бакинский рабочий» рассказывает следующую историю его жизни:

Ахмедия Джебраилов, уроженец села Охуд в Азербайджане, стал героем французского Сопротивления, чья жизнь и подвиги остаются примером мужества и самопожертвования. После пленения под Изюмом в 1942 году он оказался в лагерях для военнопленных, включая лагерь в городе Родез во Франции, где имел номер 4167. В лагере он перенес голод, побои и несколько раз пытался бежать. В 1944 году, во время одного из обмороков немцы решили, что он мертв. Уборщица лагеря, гречанка мадам Жанна, спасла его, организовав похороны с гробом, в котором были отверстия для воздуха. Ночью французские партизаны вытащили Джебраилова и позже переправили к маки.
В рядах Сопротивления он проявил себя как отважный разведчик, участвовал в диверсиях, взрывал мосты и поезда, срывал планы оккупантов. За его голову немцы объявили награду — 10 тысяч рейхсмарок и два автомобиля. В 1944 году его героизм привлек внимание генерала Шарля де Голля. На встрече с де Голлем Джебраилов получил ряд сложных заданий, которые блестяще выполнил, чем завоевал уважение де Голля. После освобождения Парижа Джебраилов был приглашен де Голлем на праздничный на банкет, где сидел рядом с генералом. Он был удостоен высших наград Франции, включая орден Почетного легиона, "дающего право идти на военных парадах впереди генералов", и звания «Национальный герой Франции».

Оставив во Франции жену и двух сыновей, Джебраилов уехал в СССР, успешно прошел фильтрацию и вернулся в родное село. Несмотря на признание в Советском Союзе, его жизнь оставалась скромной. Во время визита де Голля в СССР в 1966 году французский лидер настоял на встрече с Джебраиловым, нарушив дипломатический протокол. Позже Джебраилов несколько раз посещал Францию, встречался с боевыми товарищами и участвовал в памятных церемониях.
Согласно данным «Российской газеты», генерал Шарль де Голль встречался с Ахмедией Джебраиловым трижды. Во время своего визита в Москву в 1966 году де Голль лично включил встречу с легендарным участником Сопротивления в свою повестку. Джебраилов был удостоен звания «Национальный герой Франции», а также награждён орденом Почётного легиона и другими высшими французскими наградами, включая Крест Воинской доблести. Эта награда давала ему право маршировать на парадах впереди французских генералов, подчёркивая его выдающиеся заслуги в борьбе против фашизма.
Согласно данным Центра переводов Кабинета министров Азербайджана, Ахмедия Джебраилов, находясь в плену под номером 4167, был отправлен в лагерь близ Марселя, откуда бежал, чтобы примкнуть к французским партизанам. Во время одной из операций, переодевшись в немецкую форму, он был ранен и доставлен в немецкий госпиталь. После выздоровления Джебраилов, притворившийся немецким офицером, был назначен комендантом города Альби и восемь месяцев управлял городом, одновременно организовывая диверсии против оккупантов. Его действия по спасению узников концлагерей вызвали восхищение Шарля де Голля. После войны Джебраилов стал одним из самых уважаемых членов Союза ветеранов Сопротивления, женился на француженке, с которой у него родились двое детей, и работал в офисе де Голля. В его честь в Дижоне был назван автомобильный завод. В 1951 году Джабраилов решил вернуться в СССР, отвергнув предложения о гражданстве США и отказавшись дижонского автомобильного завода, который ему предлагали в качестве подарка. Вернувшись в родное село Охуд, он столкнулся с трудностями, едва избежал ареста и был вынужден работать пастухом. Во Франции был снят двухсерийный фильм о его жизни, подтверждающий его статус легенды французского Сопротивления.
Версию о его работе на посту коменданта города Альби можно найти также в материале Вугара Гасанова, опубликованном на Vesti.az и в энциклопедии «Разведка и контрразведка в лицах».
Представители азербайджанских СМИ встретились с Джаванширом Джебраиловым, сыном Ахмедии Джебраилова, который возглавляет музей, посвящённый жизни его отца. Джаваншир пересказал историю, рассказанную ему Ахмедией и его друзьями-партизанами. По этому рассказу, однажды во время совместной прогулки по Парижу к Шарлю де Голлю и Джабраилову подошёл человек в парандже и Джабраилов ударил этого человека. В ответ на возмущение де Голля тем, как мусульманин может поднять руку на мусульманку, Джебраилов сорвал с этого человека паранджу, показав, что на самом деле это была не мусульманка, а немецкий офицер, переодетый в паранджу. Де Голль, спасённый Джебраиловым, обнял Ахмедию и назвал его «своим сыном».
По словам сотрудника Института философии и права Академии наук Азербайджана Ильгама Аббасова, в течение шести лет изучавшего участие азербайджанцев в европейском партизанском движении времён Второй мировой войны, в одном из французских архивов ему удалось найти документ, где прописано, что Джебраилов перешёл к партизанам из немецкой армии. Исходя из этого, он утверждает, что Ахмедия Джебраилов с большой вероятностью состоял в Азербайджанском легионе вермахта, а затем бежал из него. Также Аббасов утверждает, что в архивах на юге Франции ему удалось подтвердить, что Джебраилов вместе с русским товарищем Василием Бачинским перешёл к партизанам 22 мая 1944 года и что ему также удалось достать список партизанского отряда, где есть имена соратников Джебраилова, упомянутых в советской прессе, — Рене Шамбара и капитана Гастона Дельпланка.
По словам азербайджанской журналистки Ругии Алиевой, азербайджанский режиссёр, работавший над биографическим фильмом Джебраилова, Шаин Синария, ознакомившись с документами, представленными в музее Джебраилова в селе Охуд, заявил, что «материалы, представленные в этом музее, являются ничем иным, как ложью». 

По возвращении в СССР был репрессирован и долгое время оставался в неизвестности.

## Подтверждённые факты из биографии Джебраилова

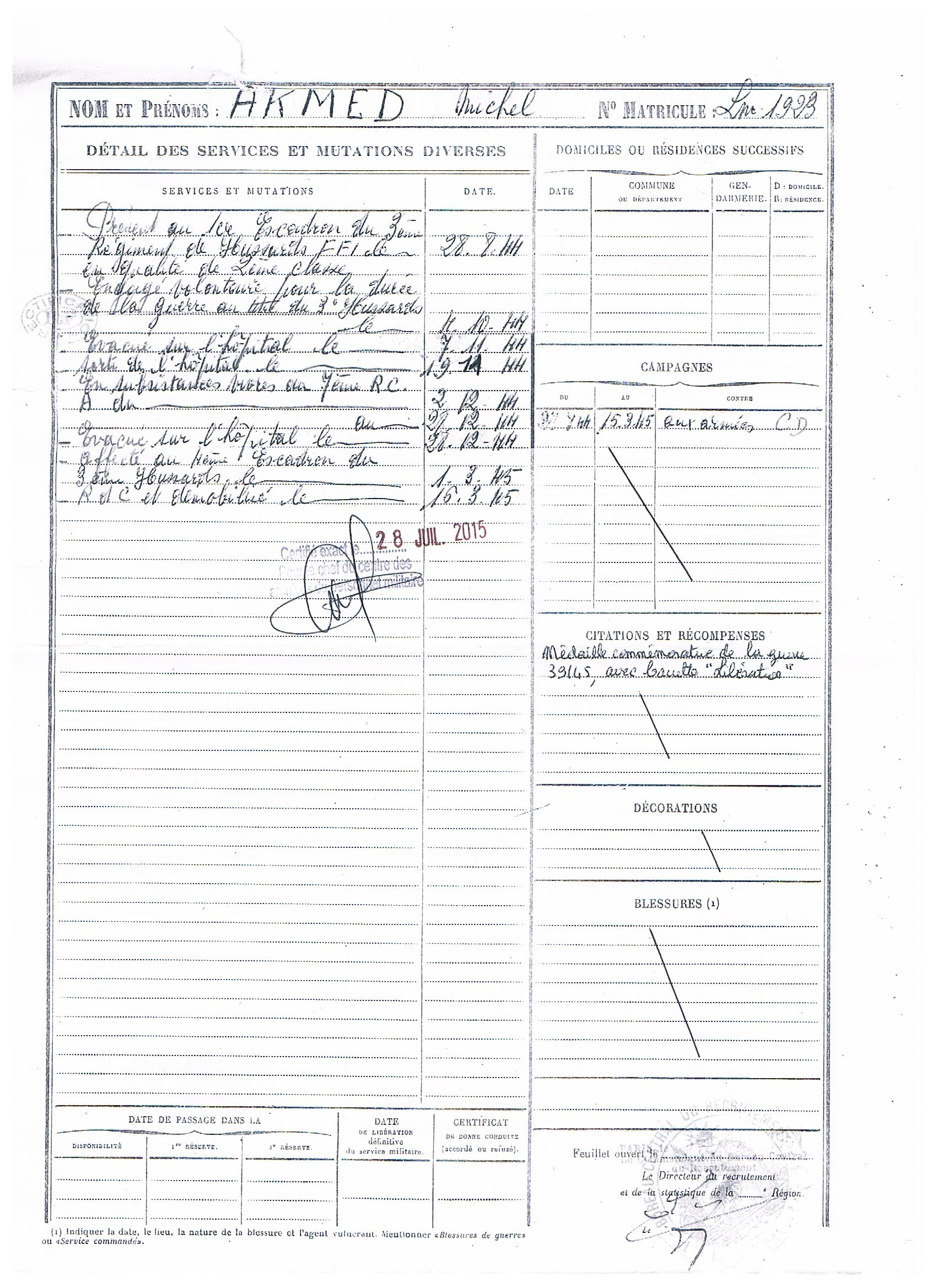
Документ из архива Caserne Bernadotte, подтверждающий участие Джебраилова (Ахмеда Мишеля) во французском Сопротивлении и награждение памятной медалью Medaille commemorative francaise de la guerre 1939—1945

Помимо вызывающих сомнение сведений о биографии Ахмедии Джебраилова, имеются и подтверждённые факты. Так, согласно сайту «Память народа», Ахмедия Микаил оглы Джебраилов (в архиве — Джабраилов) 1920 года рождения из села Охуд (Охут) Шекинского района награждён медалью «За отвагу» в 1966 году, орденом Трудового Красного Знамени в 1971 году и орденом Отечественной войны II степени в 1985 году.
В свою очередь, французский архив Caserne Bernadotte подтвердил награждение Ахмеда Мишеля как минимум одной французской наградой — памятной медалью Medaille commemorative francaise de la guerre 1939—1945, которой награждали всех участников Второй мировой войны. В документах на Ахмеда Мишеля категория награды шла как «Освобождение» — для участников боевых действий на Корсике и в материковой Франции с 1940 по 1945 год. Также на запрос, отправленный в архив Caserne Bernadotte, был получен ответ: «Джебраилов действительно состоял в рядах Сопротивления с августа 1944 года».
Также доподлинно известно, что в 1975 году Ахмедия Джебраилов летал во Францию, что было бы невозможным без разрешения советских властей. В документальном фильме «Мир дому твоему», посвящённом 30-летию победы, сохранилась видеохроника о визите Джебраилова в Париж. На сохранившихся кадрах видно, как герой войны в парадном кителе сидит в самолёте, а диктор говорит: «И летит Ахмедия Джебраилов, Армед Мишель, в свою юность, к французским друзьям». В фильме также были показаны французские сослуживцы Джебраилова. Особое внимание было уделено Рене Шамбару — фермеру из округа Монтабан, который рассказывает о «непоколебимом солдате Армеде Мишеле». Встречу Ахмедии Джебраилова с Рене Шамбаром также показали в фильме, и даже слышно, как азербайджанец говорит по-французски.

## Статья в русской Википедии
Многочисленные противоречия и нестыковки в разных вариантах биографии Джебраилова, а также отсутствие упоминаний в несоветских источниках привели к проведению википедистами расследования.
Статья была вынесена на удаление 28 июня 2015 года.
Среди информации, вызвавшей подозрение:
- Парень из азербайджанского села за несколько месяцев в немецком концлагере выучил немецкий язык до такого уровня, что его долгое время принимали за кадрового немецкого офицера.
- Морис Торез летом 1944 года находился в СССР и не мог награждать Джебраилова во Франции.
- Пребывание Джебраилова под землёй в гробу несколько часов.
- Военные документы Джабраилова на французском языке в Шекинском музее были составлены с грубыми грамматическими ошибками и не содержали никаких подробностей о военных операциях с его участием.
- Согласно ответу из департамента Тарн и Гаронна, в архивах человек с именем «Ahmadiyya Jabrayilov», «Michel Akmed» или «Armed» не упоминается, в списке награждённых медалями Сопротивления не значится[23].
- Многие документы из дома-музея в Шеки и хранящиеся там награды показались участникам Википедии подделками. Например, медаль, которой награждали во время Первой мировой войны.

После четырёх месяцев масштабных обсуждений в русской и французской Википедиях статьи об Ахмедие Джебраилове были удалены в связи с противоречиями между многочисленными обсуждаемыми источниками и первоисточниками, а также невозможностью доверять достоверности изложенных в статьях фактов.
Российский историк Алексей Байков отмечает, что официальная версия событий Второй мировой войны была сильно мифологизирована в Советском Союзе, и разоблачения ложных героев, включая расследование страницы русской Википедии о жизни Джебраилова, являются весьма полезными инициативами с фактической точки зрения.
Изучавший участие азербайджанцев в европейском Сопротивлении Ильгам Аббасов раскритиковал метод работы авторов Википедии, которые ограничились отправкой запросов по электронной почте. Он заявил, что «ожидать, что французы ответят на все вопросы дистанционно, наивно», отметив, что сам ездил и в Париж, и на юг Франции и только так ему удалось подтвердить дату перехода Джебраилова к партизанам.